# Трансферкар

Трансферкар Т-70.

Трансферкар (англ. transfercar, від лат. Transfero — переношу, переміщаю і англ. Car — вагон, візок) — саморозвантажувальний і саморухомий вантажний вагон, який використовується на металургійних підприємствах для подачі сировини до  доменних печей.

## Конструкція
Трансферкар має зазвичай два двовісні візки, на яких розташований відкритий згори кузов, розділений поперечною перегородкою на два бункери з похилою підлогою і механічним пристроями для розвантаження. Трансферкар має чотири тягові  електродвигуни.

## Трансферкар Т-70
Трансферкар Т-70 призначений для транспортування шихтових матеріалів з рудного двору до рудних бункерів естакади доменного цеху. Це самохідний вагон з бункером, обладнаним стулками. Стінки бункера в нижній частині футерують спеціальним матеріалом, що має підвищену зносостійкість. Зварна рама трансферкара спирається на два посилені двовісні ходові візки. На рамі змонтовано дві кабіни машиніста і компресорна установка з двома повітрозабірниками для приводу гальмівного механізму пересування трансферкара. Управління всіма механізмами трансферкара здійснюється вручну з пультів управління, розташованих у кожній з двох кабін. Кабіни спроектовані таким чином, щоб забезпечити підвищену комфортність роботи машиніста. Підведення електроживлення забезпечується струмознімачами, розташованими на бічній поверхні однієї з кабін.
Технічні характеристики:
- Вантажопідйомність — 70 тонн.
- Ємність бункера — 32 м³.
- Швидкість пересування завантаженого трансферкара — 20 км / год.
- Швидкість пересування порожнього трансферкара — 24 км / год.
- Тривалість відкривання і закривання дверей механізму затвора — 10 с.
- Маса — 69 тонн.